# 양나래
양나래는 대한민국의 가사법 전문 변호사다.

## 방송
- 혓바닥 종합격투기 세치혀 (2022) - Top8
- jtbc 이혼숙려캠프: 새로 고침 (2024~ ) - 여성측 변호사